# Nini Rosso

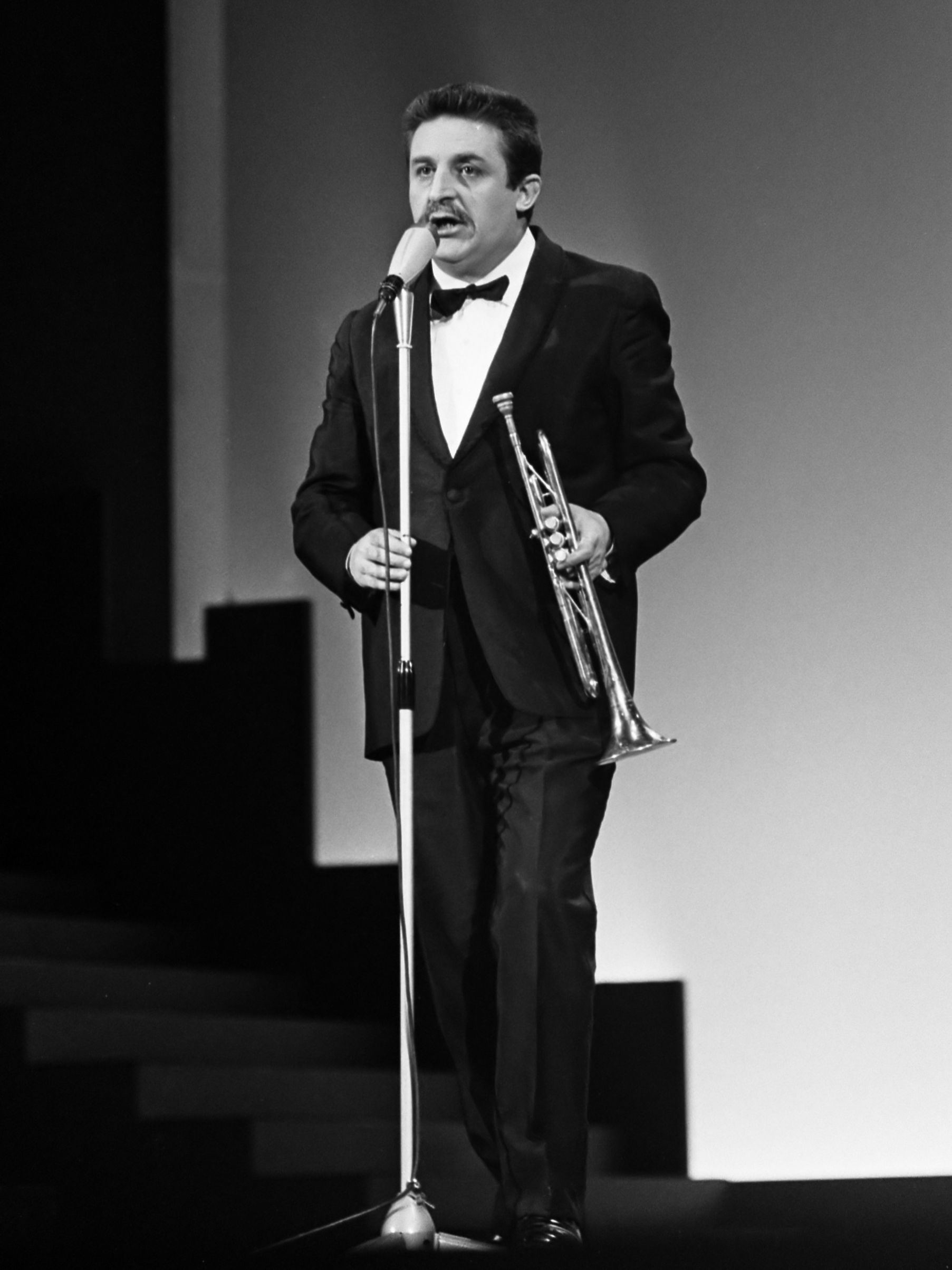
Nini Rosso (1969)

Nini Rosso, bürgerlich: Raffaele Celeste Rosso, (* 19. September 1926 in San Michele Mondovì; † 5. Oktober 1994 in Rom) war als Trompeter und Komponist ein italienischer Jazz- und Unterhaltungsmusiker, der vor allen Dingen durch den instrumentalen Welthit Il Silenzio bekannt wurde.

## Leben und Wirken
Rosso kämpfte im Zweiten Weltkrieg als Partisan im Valle Maira. Seine Eltern stellten sich zunächst gegen seine Trompeterkarriere; daher riss er mit 19 Jahren, damals noch nicht volljährig, von zu Hause aus. Eine Anstellung in einem Nachtclub wurde durch die Polizei beendet, die ihn wieder nach Hause zurückbrachte. Trotzdem konnte er sich schließlich gegen seine Eltern durchsetzen. Er gründete eine kleine Band, mit der er auf internationale Tour ging, angeblich bis nach Indien.
In Turin spielte er dann mit dem Swing-Quintett von Attilio Donadio und dann mit dem Orchester von Gaetano Gimelli, bevor er von Cinico Angelini in sein Orchester geholt wurde. Als Jazzmusiker spielte er dann an der Seite von Fred Buscaglione, Sergio Fanni, Leandro Prete und Piero Angela. 1957 trat er dem Orchester von Armando Trovajoli in Rom bei, mit dem 1960 die LP The Beat Generation erschien. Im selben Jahr wurden auch Aufnahmen mit Helen Merrill veröffentlicht, die er in einer Combo um Piero Umiliani begleitete. Bis dahin war er ein einem größeren Publikum „völlig unbekannter römischer Studiotrompeter.“
Im selben Jahr entschied er sich, die weitere Karriere im Bereich der Unterhaltungsmusik zu verfolgen und unterschrieb einen Vertrag mit Cetra, 1962 dann mit der Plattenfirma Titanus, die von Durium vertrieben wurde. Ab 1962 landete er mit eigenen Kompositionen wie La ballata della tromba und dem selbst komponierten Concerto disperato Hits in Italien. Letzter Titel wurde als Titelmusik des Films Marschier oder krepier (mit Stewart Granger) international bekannt und erreichte sogar die japanischen Charts. In der Bundesrepublik erschien diese Aufnahme beim deutschen Label Italia.
Mit dem instrumentalen Trompetenstück Il Silenzio hatte Rosso 1965 dann seinen größten Hit. Das Stück war ein Welthit, verkaufte sich zehn Millionen Mal und führte in zahlreichen Ländern die Hitparaden an, auch in Deutschland, wo es der Hit des Jahres war, in Österreich und der Schweiz. In Deutschland verkaufte sich die Single über zwei Millionen Mal, wofür Rosso unter anderem eine Platin-Schallplatte von seinem Musiklabel überreicht bekam. In seiner Heimat Italien wurden über 750.000 Platten vertrieben. Ende 1965 veröffentlichte er unter der Leitung von Christian Bruhn das Weihnachtsalbum Weihnachten mit Nini Rosso. Ein Jahr später folgte Hits From The Horn Of Nini Rosso für den US-amerikanischen Markt.
Bis in die 1980er Jahre erschienen jährlich neue Platten von Rosso, die zum großen Teil dem Bereich Easy Listening zuzuordnen sind. Vor allen Dingen in Japan und Deutschland erfreute er sich großer Beliebtheit. Etliche seiner Alben veröffentlichte er exklusiv nur für diese Märkte. Im Februar 1979 stand er mit der Kompilation Trumpet Dreams zwei Wochen auf Platz eins der deutschen Albumcharts. 1989 erschien eines seiner letzten Alben, Die Goldenen Trompeten, in Zusammenarbeit mit seinen Trompeten-Kollegen Roy Etzel, Jean-Claude Borelly und Beny Rehmann exklusiv nur auf dem deutschsprachigen Markt.
1994 starb er an den Folgen einer Lungenkrebserkrankung.

## Filmografie (Auswahl)
- 1966: Yankee
- 1967: Blaue Bohnen für ein Halleluja (Little Rita nel West)

## Diskografie (Auswahl)

### Alben
- 1965: Il silenzio
- 1965: Weihnachten mit Nini Rosso
- 1965: Das große Wunschkonzert
- 1968: Das große Wunschkonzert 2
- 1969: Das große Wunschkonzert 3
- 1979: Trumpet Dreams
- 1980: Napoli

### Singles
- 1962: Concerto disperato
- 1962: Der Clown
- 1965: Il silenzio (Abschiedsmelodie)
- 1966: La montanara
- 1970: Roulette